# Juan Aebi
Juan Aebi (* 8. April 1923 in Bern; † 7. Oktober 1985 in Dulliken, heimatberechtigt in Heimiswil) war ein Schweizer Maler, Zeichner und Siebdrucker. 

## Leben und Werk
Juan Aebi besuchte von 1944 bis 1948 die Kunstgewerbeschule Bern, die Allgemeine Gewerbeschule Basel und die Académie de la Grande Chaumière in Paris. Anschliessend unternahm er Studienreisen durch Frankreich, Portugal, Spanien, Norddeutschland und Italien. Neben der Malerei verdiente er seinen Lebensunterhalt als Typograf, Grafiker, Dekorateur, Siebdrucker, Flachmaler und Bauarbeiter.
Aebi lebte 18 Jahre im Ausland, davon die meiste Zeit in Argentinien. Dort machte er sich durch zahlreiche Ausstellungen einen Namen. Zudem war er ein Mitbegründer der «Grupo de artistas modernos de la Argentina» sowie Mitglied der «arte nuevo». Sein Werk umfasst Malerei, Zeichnungen, Wandbilder, Siebdrucke, Collagen und Holzschnitte. Er stellte seine Werke in Brasilien, den Vereinigten Staaten und in der Schweiz aus. Von 1969 bis 1984 beteiligte er sich regelmässig an den Weihnachtsausstellung der Aargauer Künstler. Zudem leitete er einige Jahre ein grosses Siebdruckatelier. Er musste Mitte der 1970er-Jahre seine Arbeit als Siebdrucker aufgeben. In der Folge erteilte er Mal- und Zeichenkurse sowie Unterricht in Siebdrucktechniken, in Kompositionslehre und in abstrakter Gestaltung.
Er wohnte ab 1966 in Rombach. 1983 zog er nach Dulliken, wo er zwei Jahre später verstarb.